# Summertime (serie televisiva)
Summertime è una serie televisiva italiana diretta da Lorenzo Sportiello e Francesco Lagi. 
La prima stagione, composta da otto episodi, è stata distribuita a partire dal 29 aprile 2020 sulla piattaforma Netflix. La seconda stagione, anch'essa composta da otto episodi, è stata distribuita sulla piattaforma dal 3 giugno 2021. La serie è stata confermata per una terza ed ultima stagione che è stata distribuita dal 4 maggio 2022.

## Trama
I protagonisti della serie sono Summer e Alessandro, due ragazzi con uno stile di vita opposto. Summer è una ragazza molto introversa, odia l'estate e anche per questo motivo lavora anziché riposarsi dopo un anno di scuola. Ha genitori artisti, la madre è cantante e il loro lavoro spesso li allontana da casa. Summer ha due migliori amici, Sofia ed Edoardo; Sofia, nel momento in cui vede l'avvicinamento di Summer ad Alessandro, diventa migliore amica di Dario (migliore amico di Alessandro con cui condivide la passione per i motori). I due diventano eterni complici, riferimento uno per l’altra. Alessandro è un ragazzo romano, pilota professionista di moto, in eterno conflitto con il padre da cui si allontana per trovare il suo percorso sportivo in Spagna, con una scuderia rivale; sua madre Laura, invece, è la direttrice dell'albergo sulla riviera romagnola. Alessandro si innamora di Summer conquistandola ma il loro rapporto è messo a dura prova dalla lontananza, dalla leggerezza estiva e dalla spensieratezza dell’età. Il tutto accompagnato da una colonna sonora con brani tipicamente estivi.

## Episodi

### Prima stagione
| Episodi | Titolo              | Distribuzione  |
| ------- | ------------------- | -------------- |
| 1       | Odio l'estate       | 29 aprile 2020 |
| 2       | Qui abbandonati     | 29 aprile 2020 |
| 3       | Un momento la notte | 29 aprile 2020 |
| 4       | Un po' di pace      | 29 aprile 2020 |
| 5       | Senza te            | 29 aprile 2020 |
| 6       | Noi che restiamo    | 29 aprile 2020 |
| 7       | Don't You Cry       | 29 aprile 2020 |
| 8       | Un altro inverno    | 29 aprile 2020 |

### Seconda stagione
| Episodi | Titolo     | Distribuzione |
| ------- | ---------- | ------------- |
| 1       | Episodio 1 | 3 giugno 2021 |
| 2       | Episodio 2 | 3 giugno 2021 |
| 3       | Episodio 3 | 3 giugno 2021 |
| 4       | Episodio 4 | 3 giugno 2021 |
| 5       | Episodio 5 | 3 giugno 2021 |
| 6       | Episodio 6 | 3 giugno 2021 |
| 7       | Episodio 7 | 3 giugno 2021 |
| 8       | Episodio 8 | 3 giugno 2021 |

### Terza stagione
| Episodi | Titolo     | Distribuzione |
| ------- | ---------- | ------------- |
| 1       | Episodio 1 | 4 maggio 2022 |
| 2       | Episodio 2 | 4 maggio 2022 |
| 3       | Episodio 3 | 4 maggio 2022 |
| 4       | Episodio 4 | 4 maggio 2022 |
| 5       | Episodio 5 | 4 maggio 2022 |
| 6       | Episodio 6 | 4 maggio 2022 |
| 7       | Episodio 7 | 4 maggio 2022 |
| 8       | Episodio 8 | 4 maggio 2022 |

## Personaggi ed interpreti

### Principali
- Summer Bennati (stagioni 1-3), interpretata da Coco Rebecca Edogamhe.

È la protagonista femminile della serie. Ragazza seria, matura e ligia al dovere, è il punto di riferimento sia dei suoi migliori amici, Edoardo e Sofia, sia della sua famiglia. Figlia di un musicista di fama internazionale, durante la sua assenza si occupa sia della sorella minore Blue che della madre Isabella. Conosce Alessandro per caso durante una festa, per poi scoprire che è il figlio della direttrice dell'albergo in cui lei viene assunta. All'inizio molto diffidente, prova per il ragazzo sempre maggiore interesse.
- Alessandro Alba (stagioni 1-3), interpretato da Ludovico Tersigni.

È il protagonista maschile della serie. Romano di nascita, si è trasferito da bambino con la famiglia in Romagna, a Cesenatico, dove ha intrapreso con successo la carriera di motociclista, momentaneamente interrotta da un brutto incidente. È figlio di Maurizio, a sua volta ex-motociclista (che lo ha seguito e spronato lungo tutto il suo percorso e vorrebbe tornasse a correre), e di Laura (direttrice di un prestigioso albergo della riviera in cui si trova a lavorare Summer). I due sono divorziati da diversi anni. Oltre all'interruzione della carriera, si trova a vivere una complicata rottura con la fidanzata Maddalena, la quale non ha nessuna intenzione di lasciarlo, nonostante Alessandro non sia più innamorato di lei.
- Dario (stagioni 1-3) interpretato da Andrea Lattanzi.

Migliore amico di Alessandro, lo ha raggiunto da Roma in Romagna sperando, prima o poi, di diventare il suo meccanico di fiducia e accompagnarlo nelle corse. Nell'attesa, è impiegato presso un'officina dove perfeziona la professione e dove vive. Appassionato di musica elettronica, è leale con gli amici e molto timido con le ragazze. Stringe un rapporto molto stretto con Sofia, la quale lo sprona a coltivare la sua passione per la musica e a vincere la sua timidezza. È segretamente innamorato di Maddalena, ex ragazza di Alessandro.
- Sofia (stagioni 1-3), interpretata da Amanda Campana

Amica di Summer e di Edoardo, è una ragazza solare e spigliata, molto socievole, che ama divertirsi. Inizialmente diffidente nei confronti di Alessandro, nel corso dell'estate legherà invece molto con Dario, di cui apprezza la musica, e lo aiuterà a superare la sua timidezza cronica nei confronti del genere femminile, dandoglii sempre consigli utili. È dichiaratamente lesbica.
- Edoardo (stagioni 1-3), interpretato da Giovanni Maini.

Amico e compagno di scuola, fin dall'infanzia, di Sofia e Summer, e segretamente innamorato di quest'ultima, si è trovato a dover fare i conti con la morte prematura della madre. Fa quello che può per aiutare il padre Loris nell'attività commerciale che gestisce. Nel corso dell'estate, inizia una relazione con Giulia, una ragazza di Vicenza, venuta a passare le vacanze in un campeggio della Riviera con la famiglia.
- Blue Bennati (stagioni 1-3), interpretata da Alicia Ann Edogamhe.

Sorella minore di Summer, che è molto protettiva e talvolta autoritaria nei suoi confronti. A differenza della sorella, vive un momento difficile: oltre ai problemi scolastici (non viene ammessa all'anno successivo) manifesta insicurezza e scarsa autostima, e non è molto propensa a fare nuove amicizie. Fin da piccola è molto legata a Edoardo, per il quale, nel corso dell'estate, comincia a provare sentimenti che vanno al di là del semplice affetto fraterno.
- Antony Bennati (stagioni 1-3), interpretato da Alberto Boubakar Malanchino.

Padre di Summer e Blue e compagno di Isabella, è un musicista di fama internazionale che passa la maggior parte del suo tempo in tour. A causa di ciò, vive un momento di crisi con la compagna, di cui tuttavia è sempre molto innamorato. Per lo stesso motivo, avrà una serie di discussioni con la figlia maggiore, che ha per lui un attaccamento particolare fin dall'infanzia e che come la madre, seppur in maniera diversa, soffre molto la sua mancanza.
- Isabella (stagioni 1-3), interpretata da Thony.

Madre di Summer e di Blue, è una donna estremamente vitale e giovanile: questo suo modo di fare un po' naïf le viene spesso rimproverato dalla figlia maggiore. Molto innamorata del compagno Antony, come lui è una musicista, ma ha rinunciato a proseguire la carriera per occuparsi delle figlie durante le lunghe e frequenti trasferte del loro padre. In estate, lavora al bar dello stabilimento balneare Bagno Paradiso. Gentile e disponibile con tutti, è molto affezionata agli amici della figlia, Sofia ed Edoardo.
- Laura (stagioni 1-3), interpretata da Maria Sole Mansutti.

Madre di Alessandro, vive con lui dopo la separazione con l'ex marito Maurizio. Direttrice del Grand Hotel Cesenatico, assume Summer per un lavoro estivo, apprezzandone la serietà e la professionalità. Ha un ruolo fondamentale nel tentativo della riconciliazione tra Alessandro e Maurizio, dopo la rottura venutasi a creare a seguito dell'incidente.
- Maurizio Alba (stagioni 1-3), interpretato da Mario Sgueglia.

Ex marito di Laura e padre di Alessandro, si è occupato sin dall'infanzia di allenare il figlio, desiderando seguisse le sue orme nel modo delle gare di moto. Arrabbiato con il figlio a causa della sua reticenza a tornare ad allenarsi dopo l'incidente, dietro la sua apparente durezza nasconde un grande affetto per Alessandro. Riuscirà, soprattutto grazie alla mediazione dell'ex moglie Laura, a tornare ad essere padre prima che allenatore del figlio.
- Lola Ortega (stagioni 2-3), interpretata da Amparo Piñero.

Motociclista spagnola che ha conosciuta Alessandro quando si è trasferito per correre. Molto forte in pista, viene spesso presa di mira dal team manager che la mette sotto pressione negli allenamenti. Ha con Alessandro una relazione sentimentale messa a dura prova quando lui decide di tornare qualche giorno in Romagna e rivede Summer.
- Luca (stagione 3), interpretato da Cristiano Caccamo.

### Secondari e ricorrenti
- Loris (stagioni 1-3), interpretato da Giuseppe Giacobazzi.

Padre di Edoardo, nasconde dietro un'apparente solarità e loquacità la sofferenza per la perdita della moglie. Ha un affetto immenso per il figlio, con il quale però, a causa della differenza caratteriale che li contraddistingue, spesso non riesce a comunicare. Tuttavia cercherà sempre di capirlo, sostenerlo e spronarlo, anche a costo di risultargli antipatico. Gestisce un negozio di articoli estivi per turisti e apprezza l'aiuto che gli dà Edoardo nel gestirlo.
- Maddalena (stagioni 1-2), interpretata da Caterina Biasiol.

Ex fidanzata di Alessandro, non riesce ad accettare che tra loro sia finita e continua a cercare un modo per tornare con lui. Anche dopo la rottura con il fidanzato, rimane molto legata a Dario. In seguito si fidanzerà con Jacopo.
- Jacopo Sandri (stagioni 1-2), interpretato da Enrico Inserra.

Promettente nella MotoGP di Racing, è un concorrente di Alessandro, ma si rivela essere un avversario leale. 
- Milena (stagioni 1-3), interpretata da Sara Mondello.

Milena lavora all'hotel gestito dalla madre di Ale. Diventa una buona amica di Summer.
- Giulia (stagioni 1-3), interpretata da Romina Colbasso.

Campeggiatrice a Cesenatico, ha una relazione con Edoardo. 
- Irene (stagioni 1-2), interpretata da Giulia Salvarani.

Fidanzata di Sofia. 
- Piero (stagioni 1-guest stagione 2), interpretato da Stefano Fregni.

Meccanico di moto, lavora con Ale e Dario. 
- Bruno de Cara (stagione 1), interpretato da Eugenio Krauss.

Proprietario della scuderia di Racing di cui Ale è primo pilota e per cui corre anche Jacopo. Cercherà in tutti i modi di tornare a far correre Ale dopo l'incidente.
- Rita (stagioni 2-3), interpretata da Lucrezia Guidone.

Affair e poi fidanzata di Dario.
- Jonas (stagioni 2-3), interpretato da Giovanni Anzaldo.

Cuoco al ristorante del Bagno Paradiso. 
- Alfredo (stagioni 2-3), interpretato da Andrea Butera.

Compagno di Blue con cui inizia una relazione.
- Miguel (stagione 2), interpretato da Jorge Bosch Dominguez.

Allenatore di moto di Alessandro e Lola a Barcellona. 
- Wanda (stagioni 2-3), interpretata da Marina Massironi.

Fidanzata e futura moglie di Loris.

### Partecipazioni di musicisti
- Coma_Cose
- Raphael Gualazzi
- bnkr44
- Ariete
- Sangiovanni

## Produzione
Le riprese della serie sono iniziate a Marina di Ravenna e sono continuate a Cesenatico.
La serie, prodotta da Cattleya, è liberamente ispirata alla storia raccontata da Federico Moccia in Tre Metri Sopra il Cielo.
Il 26 maggio 2020 Netflix rinnova la serie per una seconda stagione, e le riprese vengono effettuate durante l’estate 2020 sempre sulla riviera romagnola. 
La seconda stagione viene pubblicata da Netflix il 3 giugno 2021.
La terza ed ultima stagione viene pubblicata da Netflix il 4 maggio 2022.

## Promozione
Il primo trailer è stato pubblicato l'8 aprile 2020.

## Distribuzione
La serie è disponibile dal 29 aprile 2020 sulla piattaforma di streaming online Netflix.

## Colonna sonora
La supervisione dell'intera colonna sonora è stata affidata al cantautore Giorgio Poi.

### Prima stagione[9]
- Leoni – Francesca Michielin
- Missili – Frah Quintale, Giorgio Poi
- Anima Lattina – Coma_Cose
- Mancarsi – Coma_Cose
- San Siro – Franco126
- Estate dimmerda – Salmo
- Havana Samples – Kisala
- Autostima – Psicologi
- Mammastomale (feat Salmo) – Gemitaiz, Izi e Salmo
- A Thousand Times – Melodrame
- Brava – Priestess
- Italove – Emmanuelle
- Show ‘Em – La+ch Remix
- Start to Move – John Canoe
- Doppio Nodo – Giorgio Poi
- Sorry – Bildjan
- Il cielo in una stanza – Mina
- Come quella volta – Laila Al Habash
- Jane – John Mitic
- The Less I Know The Better – Tame Impala
- Cuore – Clavdio
- Let’s Ride – Gabe Kubanda
- I Like Chopin – Gazebo
- Tainted Love – Soft Cell
- Coffee near Central Park – Yumeliko
- Lucy – Francesco De Leo
- 64 Bars (Prod. by Bassi Maestro) – Frah Quintale
- V – Francesco De Leo
- Susanne – Seville
- Redbone – Childish Gambino
- Just Like Honey – The Jesus and Mary Chain
- Inside Battle – Lars Koehoorn
- Il Mondo – Jimmy Fontana
- Thoiry Remix – Achille Lauro feat Gemitaiz, Quentin40, Puritano, Boss Doms
- Some days in Time – Muunjuun
- Estate – Erlend Oye
- Ti sorprenderebbe – Germanò
- Zoloft – Findlay
- Estate – Bruno Martino
- Oh Satellity – Mèsa
- Stanza singola – Franco126 feat. Tommaso Paradiso
- Vinavil – Giorgio Poi
- Manchester – Bartolini
- Bluetooth – Laila Al Habash
- Penelope – Bartolini
- Guerra e Pace – Psicologi
- Terrore – Colombre
- Napoleone – Giorgio Poi
- Summertime – Raphael Gualazzi
- La Colpa – Mèsa
- Cadillac – Achille Lauro, Boss Doms, Gow Tribe
- Gli occhi – Frah Quintale
- Estate – Barney Wilen Quintet

### Seconda stagione
- Bnkr44, Erin, Piccolo e JXN – Aquiloni
- Mietta e Amedeo Minghi – Vattene amore
- The Temper Trap – Sweet Disposition
- Mina – Città vuota
- Equipe 84 – Io ho in mente te
- Nada – Amore Disperato
- Caterina Caselli – Cento giorni
- Vampire Weekend – This Life
- Band of Horses – The Funeral

## Curiosità
- Coco Rebecca e Alicia Ann Edogamhe, che nella serie interpretano rispettivamente le sorelle Summer e Blue Bennati, sono sorelle anche nella vita reale.
- Il duo pop Coma_Cose ha fatto un cameo nell'episodio 6 della stagione 1 con il titolo Mancarsi.
- La cantante Ariete ha contribuito con tre tracce alla colonna sonora della serie. Si tratta di 18 anni, L'ultima notte e Solo te con cui ha anche un cameo nella seconda stagione (alla fine del terzo episodio).[10]